# Withania sinica
Withania sinica är en potatisväxtart som först beskrevs av K.Z. Kuang och A.M. Lu, och fick sitt nu gällande namn av A.T. Hunziker. Withania sinica ingår i släktet Withania och familjen potatisväxter. Inga underarter finns listade i Catalogue of Life.